# Denpa Onna to Seishun Otoko
Denpa Onna to Seishun Otoko (jap. 電波女と青春男, dt. „das Radiowellen-Mädchen und der jugendliche Mann“) ist eine von Hitoma Iruma geschriebene Light-Novel-Reihe, deren Illustrationen von Buriki gezeichnet wurden. Sie erzählt auf humorvolle Weise die Geschichte eines unter einer psychischen Störung leidenden Mädchens und der sie umgebenden Einflüsse aus der Perspektive eines etwa gleichaltrigen Schülers, der sie dabei unterstützt, in ein normales Leben zurückzufinden.
Die acht Bände umfassende Romanreihe erschien vom Januar 2009 bis April 2011 bei ASCII Media Works unter dem Imprint Dengeki Bunko. Aufbauend auf der Light Novel entstand eine gleichnamige Adaption als Manga, und ebenso eine Anime-Fernsehserie, die von Shaft produziert wurde.

## Handlung
Der Oberschüler Makoto Niwa (丹羽 真, Niwa Makoto) hat die Angewohnheit, sich selbst Adoleszenz-Punkte zu geben, womit er versucht, seine eigenen Taten in dieser Phase zu bewerten. Da kommt es ihm gerade Recht, dass er aufgrund familiärer Umstände von nun an bei seiner Tante Meme Tōwa (藤和 女々, Tōwa Meme) leben soll und sich dadurch diverse Freiheiten erhofft. Seine Tante entspricht nach seiner Ankunft am Bahnhof nun aber überhaupt nicht seinen Vorstellungen. Meme verhält sich nämlich trotz ihres Alters überaus kindisch und sieht zudem auch wesentlich jünger aus, als ihm lieb ist. Davon noch nicht einmal richtig erholt, sieht er im Eingang des Hauses eine in einen Futon gewickelte Person liegen. Umso verwunderlicher ist es für ihn, dass Meme sich so verhält, als würde diese Person überhaupt nicht existieren.
Für Makoto scheint damit der Traum geplatzt, eine unbeschwerte Zeit bei seiner Tante zu haben. Vor allem drängt sich ihm die Frage auf, wer diese Person nun ist, die zusammen mit ihnen am Esstisch sitzt, aber von Meme stets ignoriert wird. Als er sich nicht mehr zurückhalten kann und beschließt, mit allen Mitteln seine Tante zum Reden zu bringen, gibt diese ihm nur den Tipp, sich von der Futon-Trägerin fernzuhalten, da es für ihn nur Ärger bedeuten würde. Dabei wird jedoch auch deutlich, dass es sich bei dem Mädchen um Memes Tochter Erio Tōwa (藤和 エリオ, Tōwa Erio) handelt, und das obwohl sie zuvor bestritten hatte, eine Tochter zu besitzen.
In diese Situation gedrängt, kann sich Makoto jedoch nicht zurückhalten und Erio auch nicht länger ignorieren. So beschäftigt er sich außerhalb seiner Schulzeit immer wieder mit Erio, deren seltsame Aussagen, dass sie von Außerirdischen entführt wurde und dass sie eine Mission habe, ihn immer wieder vor Rätsel stellen. Was ihn dabei am meisten bedrückt, ist die Situation, dass er sie nie zu sehen bekommt, da sie stets in den Futon gewickelt ist und ihn selbst zum Essen nicht ablegt; sich das Essen aber stattdessen in die obere Öffnung fallen lässt. Nachdem er mit ihr aber immerhin ein wenig kommunizieren kann, beschließt er, sie auf einen Ausflug zum Supermarkt mitzunehmen. Dazu ‚stopft‘ er sie in E.T.-Manier in den vorn angebrachten Einkaufskorb. Als beide auf dem Parkplatz des Geschäfts stehen, gelingt es ihm endlich, sie dazu zu bringen, den Futon abzulegen. Dabei ist er überaus überrascht, darin ein gut aussehendes Mädchen mit silberblauen langen Haaren vorzufinden, das in gewisser Hinsicht der Mutter gleicht.
Während Makoto in den nächsten Tagen immer weiter zum Kern ihres Traumas vordringt, beschäftigt sich die Geschichte parallel auch näher mit seiner neuen Klassenkameradin Ryūko Mifune (御船 流子, Mifune Ryūko), die sich im späteren Verlauf stärker zu ihm hingezogen fühlt. Sie besitzt jedoch zahlreiche, nicht ganz als normal angesehene Eigenheiten. So tendiert sie dazu, ihre Gespräche mit überaus ausgeprägter Gestik und akustischen Lauten zu unterlegen, während sie auf dem Weg zur Schule stets mit Fahrradhelm unterwegs ist, der an einen gelben Bauhelm erinnert. Obwohl sie eigentlich Ryūko heißt, wird sie jedoch wegen der Kanji ihres Namens wiederholt als Ryūshi angesprochen. Da ihr dies sehr missfällt, ist sie energisch bemüht, jede Falschaussprache zu ahnden und zu korrigieren. Darüber hinaus ist sie auch Vegetarierin. Sie selbst bezeichnet sich jedoch als Fruitist (Frutarier).
Zu Ryūko gesellt sich eine zweite Schulfreundin. Dies ist die überaus lang gewachsene Maekawa (前川, Maekawa), die von allen weiblichen Hauptfiguren als normal beschrieben werden könnte, hätte sie nicht die Angewohnheit sich außerhalb der Schule in die seltsamsten Kostüme zu zwängen, während sie stets auf der Suche nach Arbeit – der sie meist nachts nachgeht – die Leute schockiert. Trotz ihrer athletischen Figur ist jedoch alles andere als sportlich, was allein darauf zurückzuführen ist, dass ihr wegen ihrer Größe schnell schwindelig wird, sobald sie die Arme über den Kopf hebt. Zugleich treibt sie immer wieder gern Scherze mit Ryūko, da sie ihr ‚ihren Freund Makoto‘ streitig machen könnte. Schließlich treffen sich beide des Öfteren mitten in der Nacht, wenn Makoto gerade wieder einmal dabei ist über die Zukunft von Erio nachzugrübeln.
Erio kann unterdessen teilweise ihr Trauma ablegen, nachdem Makoto sie bei einem Fahrradunfall davon überzeugen kann, dass sie nicht, wie von ihr anfangs behauptet, fliegen kann. Damit verfliegt auch ein wenig die Sorge Makotos, dass sich Erio in ihrer Wahnvorstellung selbst das Leben nehmen könnte. Ebenso gelingt es ihm die Beziehung zwischen Meme und Erio so weit zu verbessern, dass seine Tante Erio wieder als ihre Tochter anerkennt. Dabei legt aber Meme keineswegs ihr teils kindisches Verhalten ab und nutzt jede Gelegenheit, um Makoto und Erio in Verlegenheit zu bringen, indem sie ihn auf eine nicht ganz ernsthafte Art immer wieder zu verführen sucht.
Dennoch gestaltet sich die Rückkehr in ein normales Leben überaus schwierig. Erio kann nämlich nicht mehr die Schule besuchen, da sie schon zu lange nicht mehr an dieser teilgenommen hat. Zudem ist sie in der Ortschaft überaus berüchtigt, was es ihr auch verwehrt einen Job annehmen zu können. 

## Entstehung und Veröffentlichungen
Die Light-Novel-Reihe Denpa Onna to Seishun Otoko wurde vom japanischen Autoren Hitoma Iruma geschrieben und ist mit Illustrationen von Buriki versehen. Veröffentlicht wurden die acht Bände vom 10. Januar 2009 bis zum 10. April 2011 von ASCII Media Works unter dem Imprint Dengeki Bunko. Neben diesen regulären Ausgaben erschien am 10. April 2011 auch ein Extraband unter dem Titel Denpa Onna to Seishun Otoko SF (Sukoshi Fushigi) Han (電波女と青春男 SF(すこしふしぎ)版).
- Bd. 1: Denpa Onna to Seishun Otoko, ISBN 978-4-04-867468-3, 10. Januar 2009
- Bd. 2: Denpa Onna to Seishun Otoko 2, ISBN 978-4-04-867810-0, 10. Mai 2009
- Bd. 3: Denpa Onna to Seishun Otoko 3, ISBN 978-4-04-868138-4, 10. November 2009
- Bd. 4: Denpa Onna to Seishun Otoko 4, ISBN 978-4-04-868395-1, 10. März 2010
- Bd. 5: Denpa Onna to Seishun Otoko 5, ISBN 978-4-04-868596-2, 10. Juni 2010
- Bd. 6: Denpa Onna to Seishun Otoko 6, ISBN 978-4-04-868880-2, 10. November 2010
- Bd. 7: Denpa Onna to Seishun Otoko 7, ISBN 978-4-04-870125-9, 10. Dezember 2010
- Bd. 8: Denpa Onna to Seishun Otoko 8, ISBN 978-4-04-870430-4, 10. April 2011
- Denpa Onna to Seishun Otoko SF, ISBN 978-4-04-870470-0, 10. April 2011

Im Dengeki Magazine Vol.27 (10. August 2012) erschien ein Epilog der fünf Jahre nach dem Ende der Romanreihe spielt und den er einen Monat später auf seine Website stellte, gefolgt am 25. April 2013 von einem abschließenden Epilog der zehn Jahre später spielt.

## Adaptionen

### Manga
Aufbauend auf der Romanvorlage entstand die gleichnamige Mangaadaption Denpa Onna to Seishun Otoko, die im Dengeki G's Magazine seit der Oktoberausgabe 2010 ebenfalls von ASCII Media Works veröffentlicht wurde. Das letzte Kapitel erschien im September 2013 und die Kapitel wurden auch in vier Sammelbänden herausgegeben. Der der Handlung der Light Novel folgende Manga wird von Masato Yamane gezeichnet.

### Anime
Das Studio Shaft animierte die Light Novel unter der Regie von Akiyuki Shimbō. Die Erstausstrahlung erfolgte vom 15. April bis 1. Juli 2011 kurz nach Mitternacht (und damit am vorigen Fernsehtag) auf TBS in der Kantō-Region (Großraum Tokio), mit einer Stunde Versatz auf CBC in der Chūkyō-Region (Großraum Nagoya) und MBS in der Kinki-Region. Eine landesweite Ausstrahlung per Satellit erfolgte vom 8. Mai bis 24. Juli ebenfalls nach Mitternacht auf BS-TBS.
Gesendet wurden 12 Folgen, wobei nach der Character Designerin und künstlerischen Leiterin Asako Nishida ursprünglich 13 geplant wurden was jedoch wegen des Tōhoku-Erdbebens nicht rechtzeitig realisiert werden konnte. Die Folgen wurden vom 22. Juni bis 22. Dezember 2011 auf 6 DVDs und Blu-Rays veröffentlicht. Am 8. Februar 2012 erschien eine weitere Blu-ray bzw. DVD mit einer nicht-gesendeten 13. Folge.
In den USA wurde die Serie von NIS America unter dem Titel Ground Control to Psychoelectric Girl am 8. Januar 2013 auf DVD und Blu-ray veröffentlicht.
Der Vorspanntitel Os-Uchūjin (Os-宇宙人) wurde von Erio o Kamattechan gesungen, einer Zusammenarbeit der Popband Shinsei Kamattechan die auch für die Komposition und den Text verantwortlich war mit Asuka Ōgame, der Sprecherin von Erio, als Sängerin. Der Abspanntitel Ruru (ルル) wurde gesungen von Etsuko Yakushimaru.

#### Synchronisation
| Rolle        | Japanischer Sprecher (Seiyū) |
| ------------ | ---------------------------- |
| Makoto Niwa  | Miyu Irino                   |
| Erio Tōwa    | Asuka Ōgame                  |
| Ryūko Mifune | Emiri Katō                   |
| Maekawa      | Mai Fuchigami                |
| Meme Tōwa    | Ai Nonaka                    |